# Coenonympha dorus
Coenonympha dorus (лат.) — вид дневных бабочек из семейства Бархатницы. Обитает на северо-западе Африки, юго-западе Европы и в центральной Италии. Видовой эпитет происходит от имени Дора, родоначальника дорийцев.

## Описание
Бабочки имеют большое чёрное глазчатое пятно (ocelle) с белым центром на вершине нижней стороны переднего крыла, иногда также в форме восьмерки с двумя белыми центрами. Пятно на верхней стороне без ямок. На нижней стороне заднего крыла имеется неровный ряд глазков в широкой дискальной полосе кремового цвета, которые напоминают крупные глазки на переднем крыле. По внешним краям проходит тонкая свинцового цвета линия, которая на переднем крыле становится слабее к задней части.
У самца передние крылья тёмно-коричневые с чёрно-коричневой каймой, которая может иметь следы ржаво-жёлтого цвета. Оранжевые задние крылья имеют широкий, четко очерченный передний край того же цвета, что и передние крылья. Чёрные и непигментированные глазки на верхней стороне задних жилок крыльев от области M2 до A1+2 образуют выпуклую внутрь линию, в отличие от почти прямой линии у Coenonympha vaucheri.
У формы bieli с севера Португалии и северо-запада Испании верхняя поверхность крыльев самцов и самок почти полностью тёмно-коричневая, так что почти вся красновато-желтая окраска исчезла с диска задних крыльев. Глазки на верхней стороне задних крыльев лишь намекают на это. Рисунок на нижней стороне менее контрастный, глазки меньше, светло-окрашенная полоса более узкая, а линия свинцового цвета полностью редуцирована.
У формы aquilonia из центральной Италии узкая желтовато-коричневая полоса в постдискальной области и маленькие глазки.
У формы austauti из западного Алжира крупные, тёмные, круглые, оранжево-окольцованные глазки расположены на верхней стороне у вершины передних крыльев. Белая полоса на нижней стороне задних крыльев гораздо более заметна и более линейна.

## Похожие виды
- Coenonympha vaucheri
- Coenonympha fettigii

## Распространение и биология
Coenonympha dorus встречается в Африке от северо-восточного Марокко до западного Алжира. В Европе вид широко распространён на Пиренейском полуострове, во Франции от восточных Пиренеев до Лозера, в Альпах во Франции и Италии и на Апеннинах.
Часто встречается среди кустарников в жарких, сухих, травянистых и богатых кустарником местах, таких как лесные вырубки, скалистые склоны и овраги.
Гусеница питается различными видами рода Agrostis и овсяницы (Festuca ovina).
Coenonympha dorus развивается в одном поколении в год. Время лёта с начала июня до середины августа.

## Систематика
Формы bieli Staudinger, 1901 и aquilonia Higgins, 1968 некоторые авторы считают подвидами. Форма austauti Oberthür 1881 рассматривается некоторыми авторами как подвид или вид. Coenonympha fettigii Oberthür, 1874 рассматривается некоторыми авторами как подвид Coenonympha dorus.